# Bakary N'Diaye
Bakary N'Diaye, né le 26 novembre 1998 à Nouakchott (Mauritanie), est un footballeur international mauritanien. Il évolue au poste de défenseur central.

## Biographie

### En club
Bakary N'Diaye reçoit sa première sélection en équipe de Mauritanie le 28 mai 2016, en amical contre le Gabon (victoire 2-0).
Après sa saison au Difaâ Hassani d’El Jadida, l’international mauritanien s’est engagé avec le Club Deportivo Lugo en deuxième division espagnol. Il rejoint donc son coéquipier en sélection El Hacen Ide.

### En sélection nationale
Il dispute sa première compétition internationale lors de la Coupe d'Afrique des nations 2019. En décembre 2023, il est retenu dans la liste des vingt-cinq joueurs mauritaniens sélectionnés par Amir Abdou pour disputer la Coupe d'Afrique des nations 2023.

## Palmarès
- Champion de Mauritanie en 2015, 2016 et 2017 avec le Tevragh Zeïna.